# مقاطعة براوة
مقاطعة براوة (بالصومالية: Degmada Baraawe)‏ هي مقاطعة في جنوب شرق محافظة شبيلي السفلى في الصومال، عاصمتها براوة.

## روابط خارجية
- مقاطعات الصومال
- الخريطة الإدارية لمقاطعة براوة